# Råvvejaure (Jokkmokks socken, Lappland, 737953-170452)
Råvvejaure är en sjö i Jokkmokks kommun i Lappland och ingår i Luleälvens huvudavrinningsområde.